# Dasychira dorsipennata
Dasychira dorsipennata is een donsvlinder uit de familie van de spinneruilen (Erebidae). De wetenschappelijke naam is gepubliceerd in 1919 door Barnes en McDunnough.